# Mściwojów
Mściwojów (niem. Profen) – wieś w Polsce, położona w województwie dolnośląskim, w powiecie jaworskim, w gminie Mściwojów, nad rzeką Wierzbiak. Siedziba gminy Mściwojów.
W latach 1954–1972 wieś należała i była siedzibą władz gromady Mściwojów. W latach 1975–1998 wieś administracyjnie należała do województwa legnickiego. 

## Integralne części wsi
| SIMC    | Nazwa | Rodzaj     |
| ------- | ----- | ---------- |
| 0365983 | Rybno | przysiółek |

## Turystyka
Na przepływającej przez wieś rzece Wierzbiak wybudowano zbiornik małej retencji z systemem samooczyszczania opartym o nasadzenie odpowiedniej roślinności szuwarowej. Akwen ten jest popularny wśród turystów, jako miejsce służące do rekreacji. Zalew posiada zmienną powierzchnię, zależnie od spiętrzenia wody, jednak przy normalnym piętrzeniu wynosi ona 35 ha, a maksymalna głębokość to 5-6 m.
W końcu kwietnia 2015 udostępniono wieżę widokową o wysokości 25,7 m, na Winnej Górze tj. usadowiona jest na wysokości 208,99 m n.p.m. Ze szczytu wieży bardzo dobrze widać znajdującą się po drugiej stronie zalewu Rogoźnicę, Targoszyn i wieś Niedaszów.

## Przyroda
Okolice zalewu w Mściwojowie są potwierdzonym miejscem lęgowym błotniaka łąkowego, jednego z rzadszych ptaków drapieżnych na Dolnym Śląsku. Znajduje się on również w bliskiej odległości od dwóch obszarów specjalnej ochrony ptaków Natura 2000: Zbiornik Mietkowski i Łęgi Odrzańskie, stąd też wiosną wiele rozmaitych gatunków ptaków znajduje tutaj miejsca lęgowe.

## Nazwa
Według niemieckiego geografa oraz językoznawcy Heinricha Adamy’ego pierwotną nazwą miejscowości było „Profen”, która pochodzi od łacińskiej nazwy funkcji profosa. W swoim dziele o nazwach miejscowych na Śląsku wydanym w 1888 roku we Wrocławiu wymienia jako najstarszą zanotowaną nazwę miejscowości Profen podając jej znaczenie „Dorf des Profos (Stockmeister)”, czyli po polsku "Wieś profosa".

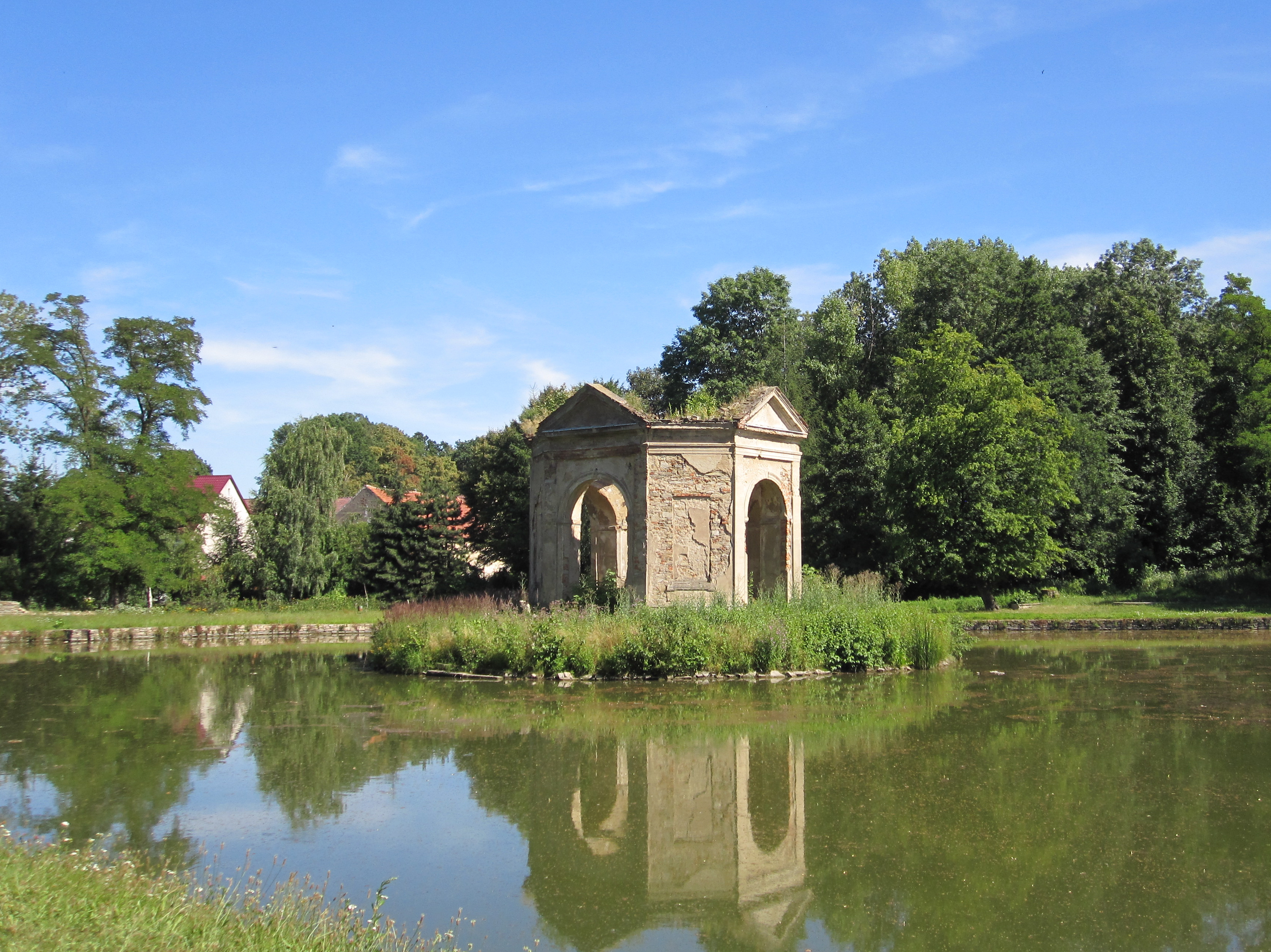
Ruina pawilonu na wyspie

## Zabytki

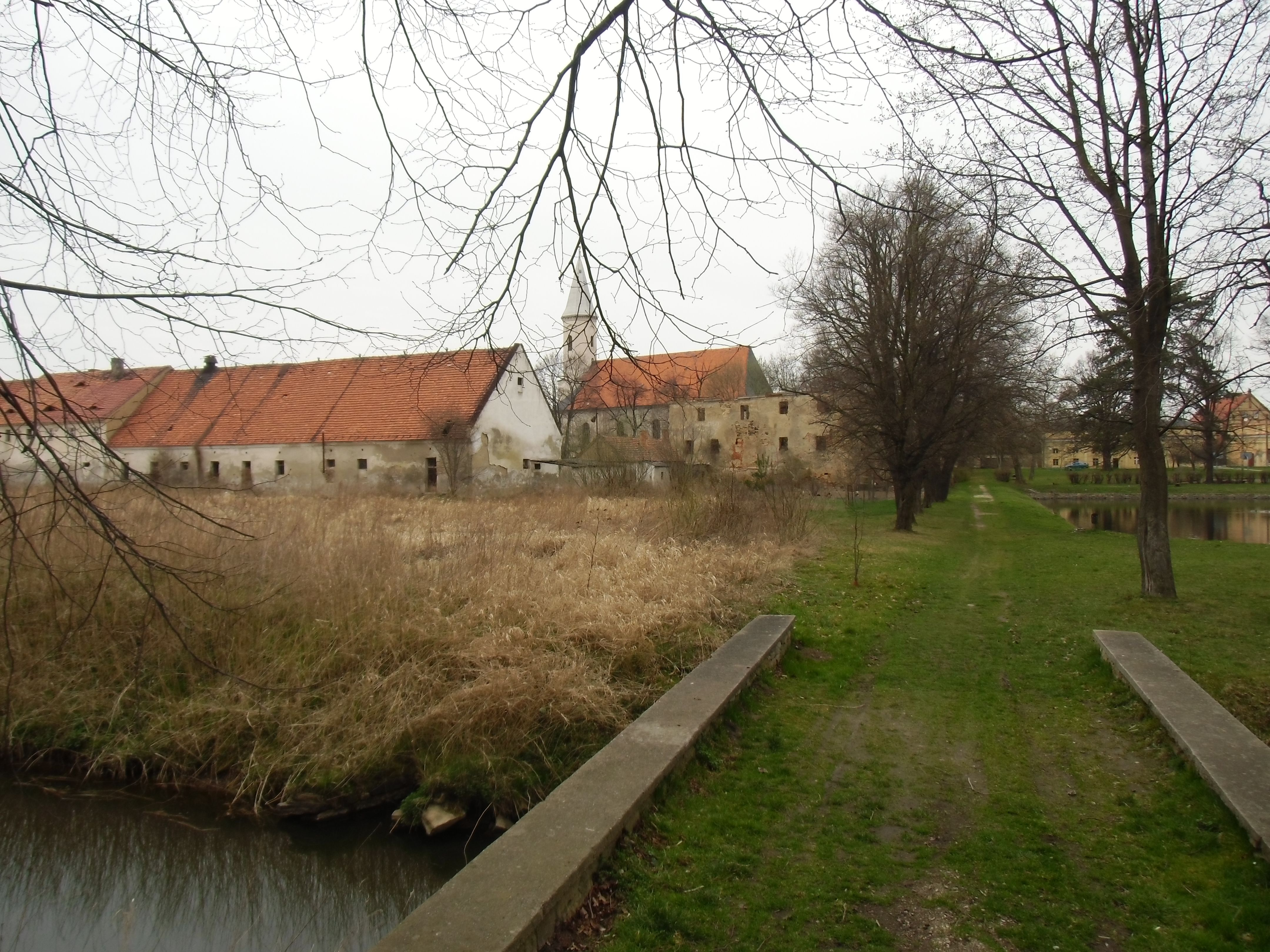
Zespół pałacowy oraz most nad Wierzbiakiem

Do wojewódzkiego rejestru zabytków wpisane są obiekty:
- kościół pw. Nawiedzenia NMP, z pierwszej połowy XIX w.
- cmentarz parafialny
- park
- oficyna, z XIX w.